# Placodes caffer
Placodes caffer är en skalbaggsart som beskrevs av Wilhelm Ferdinand Erichson 1834. Placodes caffer ingår i släktet Placodes och familjen stumpbaggar. Inga underarter finns listade i Catalogue of Life.